# Petr Grigorievitch Bogatyrev
Petr Grigorievitch Bogatyrev (Петр Григорьевич Богатырев) est un écrivain, folkloriste, traducteur, ethnographe et critique théâtral russo-tchèque né le 28 janvier 1893 en Russie et mort le 12 août 1971. Il s'intéresse au théâtre de marionnettes en Tchécoslovaquie ainsi qu'au théâtre populaire russe. Il fait partie en 1915 des fondateurs du Cercle linguistique de Moscou
. Il travaille en tant que traducteur à l'Ambassade soviétique de Prague de 1921 à 1940, puis comme professeur à l'Université d'État de Moscou de 1940 à 1971.